# Фехтовальный темп
Фехтовальный темп — время, необходимое для выполнения одного простого боевого действия (например, укола или защиты). 
В спортивном поединке выигрыш фехтовального темпа в атаке, то есть опережение атаки минимум на один фехтовальный темп, приносит спортсмену один балл. Обоюдная атака соперников, выполненная в один фехтовальный темп, не приносит спортсменам разницы в баллах. 